# Белинис, Юргис
Ю́ргис Бели́нис (Юрий Белинис; лит. Jurgis Bielinis; другие фамилии Bieliakas, Jakulis, 16 марта 1846, деревня Пурвишкяй (ныне Биржайский район) — 18 января 1918, деревня Катинай (Пасвальский район)) — книгоноша, публицист, сотрудник газет «Aušrа» («Заря») и «Varpas» («Колокол»).

## Биография

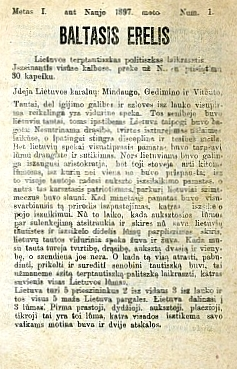
Газета «Baltasis erelis»

Учился в частной немецкой школе в Риге, которую закончил в 1872 году. С 1873 года начал деятельность книгоноши, оказывал содействие Мотеюсу Валанчюсу.
C 1890 года подвергался сильным преследованиям и уже не мог жить в родном доме, на отчизне, и стал профессиональным книгоношей, управлял сообществом книгонош паневежского края. За 31 год активной деятельности он один или вместе с другими книгоношами переправил через границу и распространил в Литве почти половину всей запрещённой печатной литературы, которая в то время печаталась в Восточной Пруссии (Малой Литве). Вошёл в историю Литвы ярчайшим прототипом книгоноши.
Сотрудничал с печатью — в газетах «Aušrа», «Varpas», «Tėvynės sargas» («Страж отчизны), позднее в «Вильняус жинёс» и других изданиях. Сам выпускал газету «Baltasis erelis» («Белый орёл»). Только три номера этой газеты вышло в свет. Писал брошюры, рассказывающие об истории Литвы, о судьбе литовских крестьян. Одним из первым начал поднимать идею независимости Литвы.
Похоронен в деревне Состас, (Биржайский район). Йозас Швайстас изобразил его в романе «По следам книгонош» («Knygnešių pėdsakais»). День рождения Белиниса 16 марта отмечается в Литве как День книгоноши.